# 洛斯特內申 (伊利諾伊州)
洛斯特內申（英語：Lost Nation）是位於美國伊利諾伊州奧格爾縣的一個人口普查指定地區。

## 地理
洛斯特內申的座標為41°54′40″N 89°22′00″W / 41.91111°N 89.36667°W，而該地最高點為海拔高度215米（即705英尺）。

## 人口
根據2010年美國人口普查的數據，洛斯特內申的面積為6.61平方千米，當中陸地面積為6.32平方千米，而水域面積為0.29平方千米。當地共有人口708人，而人口密度為每平方千米107.11人。